# Občanský pakt solidarity

Vývoj počtu různopohlavních sňatků (červeně), stejnopohlavních sňatků (možné od roku 2013; žlutozeleně), různopohlavních PACS (modře) a stejnopohlavních PACS (tmavě šedivě) ve Francii v letech 2008-2018 podle INSEE

Občanský pakt solidarity (francouzsky Pacte civil de solidarité, v běžné řeči jako PACS [paks]) je forma registrovaného partnerství ve Francii, která platí od 15. listopadu 1999. Umožňuje společné vlastnictví, společné zdanění a daňově zvýhodněné dědické řízení.

## Povaha institutu
Na rozdíl od většiny obdobných partnerství v jiných státech, není PACS omezen výhradně na stejnopohlavní dvojice, ale mohou jej uzavírat i dvojice různého pohlaví. Ty tvoří zhruba 94 % případů, zbytek připadá na stejnopohlavní páry. Především ony tuto možnost využívaly, neboť nemohly až do roku 2013 klasické manželství ve Francii uzavírat.
Oproti manželství se PACS neuzavírá na radnici, ale u soudu, neboť se jedná o smlouvu mezi dvěma občany o uspořádání vzájemných vztahů, především majetkových. Smlouva zavazuje poskytovat vzájemnou pomoc dohodnutým způsobem. PACS neumožňuje adopce dětí. Občanský pakt nemohou uzavřít osoby, které jsou v přímém příbuzenském vztahu a dále pokud je jeden z partnerů v manželském svazku nebo již uzavřel jiný PACS nebo není plnoletý.
Pakt uzavřený mezi občanem Česka a občanem Francie je možné zapsat do zvláštní matriky v Brně. PACS je možné jednostranně vypovědět.

## PACS mimo Francii
Občanský pakt solidarity kromě hlavního území Francie platí též např. ve Francouzské Guyaně a dalších zámořských územích Francie.
PACS byl rovněž vzorem pro rakouské Zelené, kteří prosazovali vlastní verzi registrovaného partnerství nazvanou občanský pakt (Zivilpakt – ZIP). V Rakousku však bylo koncem roku 2009 schváleno obvyklé registrované partnerství pouze pro stejnopohlavní páry.